# 小笠原長春 (若狭守護代)
小笠原 長春（おがさわら ながはる）は、室町時代の武将。一色氏の家臣。

## 略歴
応永4年（1397年）、父小笠原長房の没後、若狭国・三河国・尾張国知多郡分郡守護代を継承する。同時に剃髪して明鎮と号す。僅か2年後の応永6年（1399年）8月、一色詮範により若狭守護代職を解任される。主君との間に確執が生じたためと考えられるが詳細は不明。ただし、若狭以外の守護代職は引き続き務めている。
詮範の子満範の代になると、守護一色氏と守護代小笠原氏の対立は頂点に達する。応永13年（1406年）10月1日、明鎮（長春）・長頼父子は京都にある満範の屋敷で捕らえられ、守護代職剥奪のうえ、丹後国石河城に監禁された。小浜八幡宮の裏山で鹿狩りを行った祟りと伝えられる。小笠原氏が守護権力を脅かすまで力をつけたことが一色氏に忌避された、一色氏内部の新旧家臣団の勢力争いに敗れたなどが失脚の原因として挙げられている。
明鎮父子幽閉後、小笠原氏の根拠地三河幡豆郡では、小笠原長正（安芸守、明鎮の叔父または弟）が蜂起し一色軍と交戦するが、応永15年（1408年）12月26日、一族郎党数十人と共に敗死した。
一色満範は幡豆小笠原氏壊滅直後の応永16年（1409年）1月6日に没し、明鎮父子はその2ヶ月後の3月に石河城にて切腹を命じられた。『小笠原氏覚書』や幡豆町にある安泰寺の過去帳によれば没日は3月9日。